# Medaile Amílcara Cabrala
Medaile Amílcara Cabrala (portugalsky Medalha Amílcar Cabral) je státní vyznamenání Guineje-Bissau založené roku 1974. Jde o nejvyšší státní vyznamenání této země.

## Historie a pravidla udílení
Řád byl založen roku 1974. Pojmenován je po národním hrdinovi Guineje-Bissau a Kapverd Amílcara Cabrala, zakladatele a tajemníka Africké strany pro nezávislost Guineje a Kapverd. Udílen je osobám, jež se zasloužily o zisk nezávislosti Guineje-Bassau a její další rozvoj. Udílen je občanům státu i cizím státním příslušníkům. Je možné i její posmrtné udělení.

## Popis medaile
Medaile má tvar pěticípé hvězdy obklopené kruhem. Uprostřed je medailon s podobiznou Amílcara Cabrala.
Stuha sestává ze tří stejně širokých pruhů v barvě červené, žluté a zelené.